# Ashbrook (cràter)
Ashbrook és un gran cràter d'impacte que es troba en les rodalies del pol sud de la Lluna, a la cara oculta de la Lluna, de manera que no es pot veure directament des de la Terra. La cara est del cràter ha estat coberta pel cràter Drygalski de mida similar, i més de la meitat de la plataforma interior d' Ashbrook està coberta per les rampes exteriors i les ejeccions de Drygalski. A al nord-oest hi ha la plana emmurallada del cràter Zeeman.

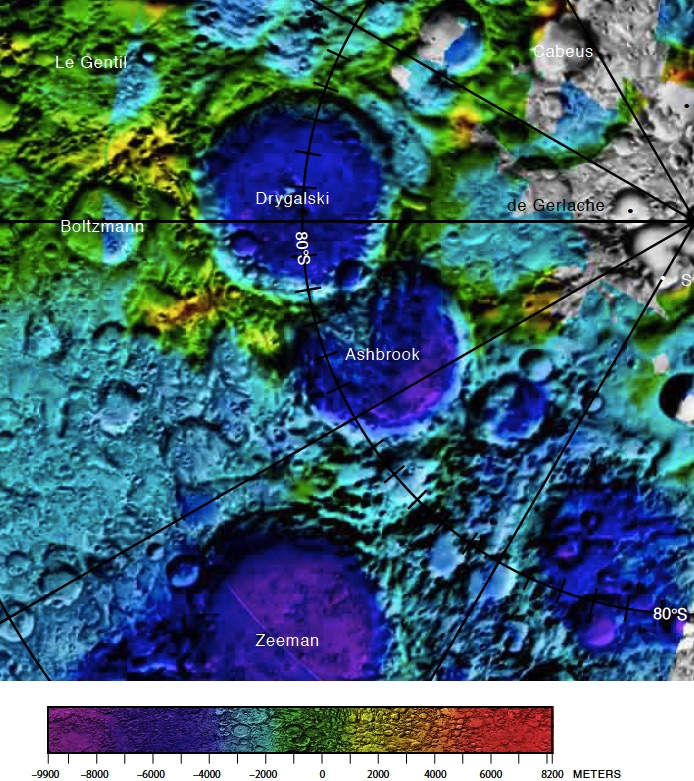
Localització de Ashbrook (centre de la imatge)
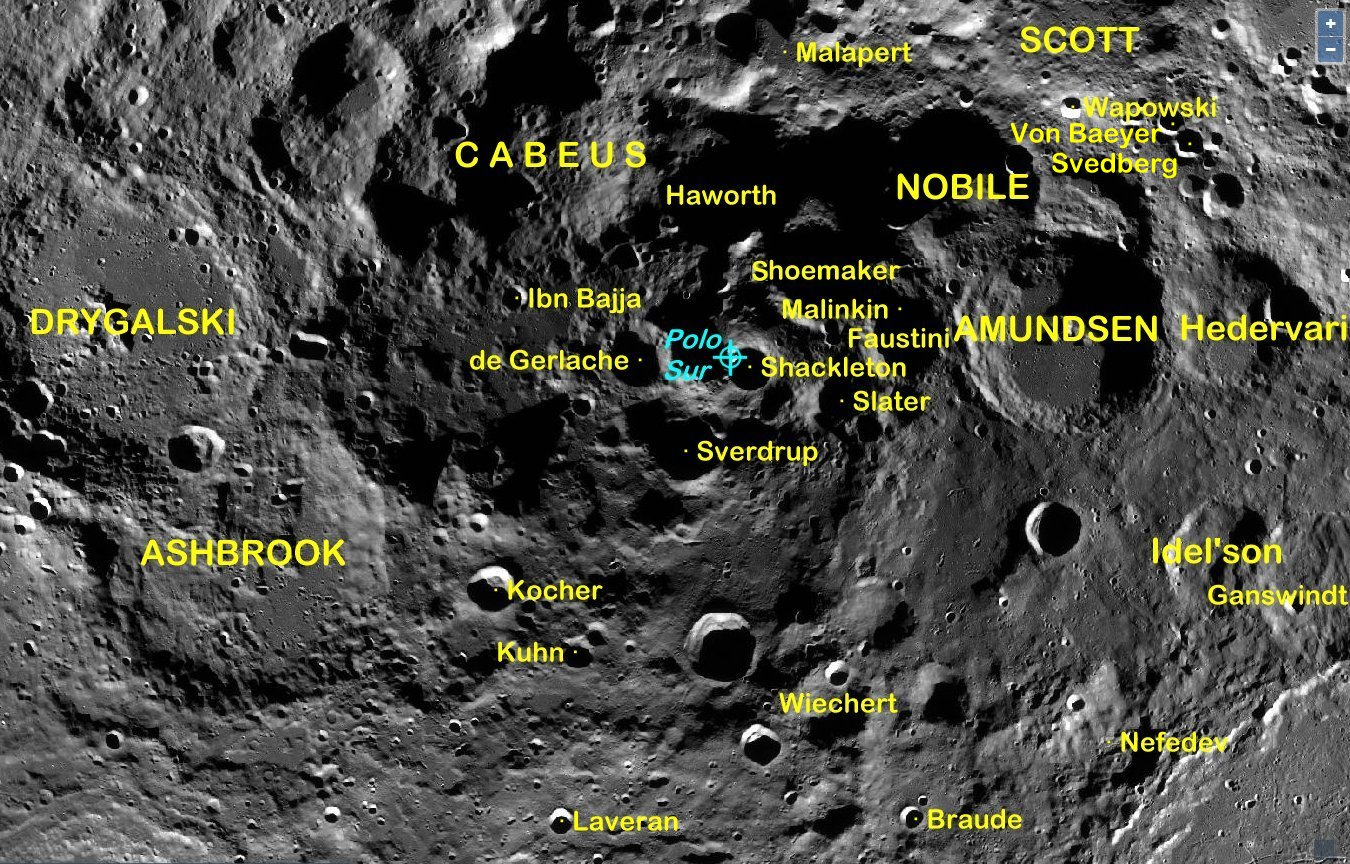
Rodalies d'Ashbrook

Les restes de la vora externa d'Ashbrook estan molt desgastades i erosionades per impactes posteriors, encara que gran part de la formació original és encara visible. Si el cràter va tenir alguna vegada un pic central, ara estaria enterrat pel material expulsat des de Drygalski. Només una secció de la plataforma interior prop de la vora sud-oest és plana, estant marcada únicament per petits cràters.
Aquest cràter va ser designat prèviament Drygalski Q abans de ser reanomenat per la Unió Astronòmica Internacional.